# Bremusa
En la mitología griega, Bremusa fue una de las doce guerreras amazonas. Su nombre significa "mujer furiosa". Ella nació en Themiskyra en 1204 a. C. y luchó con Pentesilea. Fue asesinada fuera de Troya, por Idomeneo, hijo de Deucalión.